# 在這些聖殿內部
在這些聖殿內部（德語：In diesen heil'gen Hallen）是1791年歌劇《魔笛》第二幕內由男低音角色——大祭司薩拉斯妥演唱的詠嘆調，由沃夫岡·阿瑪迪斯·莫札特作曲，伊曼紐爾·席卡內德作詞，屬E大調甚緩板（Larghetto）。此曲在劇情上緊接於花腔女高音角色夜后的詠嘆調「地獄之復仇沸騰在我心中」後，並在歌詞中融入友愛、寬恕等共濟會教義，兩者形成強烈之對比。

## 歌詞
德語原文
-{In diesen heil'gen Hallen

Kennt man die Rache nicht.

Und ist ein Mensch gefallen,

Führt Liebe ihn zur Pflicht.

Dann wandelt er an Freundes Hand

Vergnügt und froh ins bess're Land.

In diesen heil'gen Mauern,

Wo Mensch den Menschen liebt.

Kann kein Verräter lauern,

Weil man dem Feind vergibt.

Wen solche Lehren nicht erfreun,

Verdient nicht ein Mensch zu sein.}-
可唱版譯文
在這些聖殿內部，

復仇不為人知悉。

若有人墮落失足，

愛帶他盡責守己。

而他將在友誼之手下，

欣然進入更好的國家。

在這些聖牆內部，

人們均相愛相惜。

叛徒皆無處潛伏，

因為人寬恕仇敵。

凡是不喜此教義者，

就不配有做人資格。

### 書目、文獻
- （繁體中文）海老澤敏. . 音樂之友社（日语：音楽之友社）  (编). . 作曲家別名曲解說珍藏版 14. （譯）林勝儀. 美樂出版社. 2000-12-20. ISBN 957-8442-50-5.
- （繁體中文）蔡毓純. . 議藝份子 (國立中央大學藝術學研究所). 2008-09, (11). ISSN 1562-3475.
- （德文）
- （德文）